# Bairdia incognite
Bairdia incognite är en kräftdjursart. Bairdia incognite ingår i släktet Bairdia och familjen Bairdiidae. Inga underarter finns listade.